# Opération Scorpio
Pour plus de détails, voir Fiche technique et Distribution.
Opération Scorpio (Jie zi zhan shi) est un film hongkongais réalisé par David Lai, sorti en 1992.

## Synopsis
Fai Yuk Shu, un étudiant rêveur, passe son temps à griffonner des bandes dessinées et rêve depuis toujours être un héros de kung-fu, son père de son côté souhaiterait en faire un futur médecin. Lorsqu'il apprend qu'un inspecteur véreux et un riche homme d'affaires mènent des activités illégales et oppressent les braves citoyens, Yuk Shu tente de tirer tant bien que mal une jeune servante dénommée Siu Ling des griffes de l'homme d'affaires, le jeune étudiant deviendra alors bien vite une source de problèmes. Heureusement, il trouve de l’aide auprès d’un gang de culturistes menés par Bully, puis apprendra le kung-fu auprès de M.Yi, un ami de son père et propriétaire d'un restaurant de nouilles, ce qui lui permettra d'empêcher ces malfrats de nuire.

## Fiche technique
- Titre français : Opération Scorpio
- Titre original : Jie zi zhan shi
- Titre anglais : The Scorpion King ou Operation Scorpio
- Réalisation : David Lai
- Scénario : Chan Chi Wai, Wang Pik Nai et Lau Sak Fing
- Direction artistique : Chan Chi Wai
- Photographie : Chan Ji Chung et Wong Bo Man
- Décors : Che Wei Chan et Kim Man Ho
- Costumes : Kim Man Ho
- Musique : Lam Nik Yak
- Production : Leonard Ho
- Société de production : Golden Harvest et Bo Ho Films Co. Ltd.
- Pays d'origine : Hong Kong
- Genre : Action, comédie
- Durée : 96 minutes
- Date de sortie :

 Hong Kong : 12 novembre 1992

## Distribution
- Chin Kar-lok : Fai Yuk Shu
- Liu Chia-liang : M. Yi
- Jung Yuen : Sonny, le fils de M. Wang maîtrisant l'art martial du scorpion
- May Lo : Siu Ling
- Lau Shek Yin : Sing
- Frankie Chi-Leung Chan : Bully
- Victor Hon : M. Wang, un riche homme d'affaires
- Bowie Wu : Oncle Chai, le père de Yuk Shu
- Shun-Yee Yuen : Inspecteur Hua
- Yuk-Ting Lau : May
- Tak Yuen : Homme de main de M. Wang